# Alexandre Augusto Ferreira
Alexandre Augusto Ferreira, (28 de novembro de 1967) é um político, veterinário e professor universitário brasileiro, filiado ao Movimento Democrático Brasileiro (MDB). É prefeito de Franca. Anteriormente, ocupou os cargos de Secretário de Saúde e de Desenvolvimento, bem como foi prefeito do município entre 2013 e 2016.

## Vida Profissional
Alexandre Ferreira é veterinário e servidor público municipal. Atuou como professor universitário nos cursos de Medicina e Medicina Veterinária na Universidade de Franca (Unifran). Também foi professor na Fundação Armando Alvares Penteado (FAAP) no curso de pós-graduação em Gestão Pública nas disciplinas “Gestão de Políticas Públicas de Saúde” e “Desenvolvimento Regional e Metropolitano”.

## Vida Política

### Secretário de Saúde (2009)
De acordo com o Tribunal de Contas do Estado de São Paulo, quando Secretário de Saúde na gestão de Sidnei Franco da Rocha, Alexandre Ferreira recebeu R$ 17.266,29 indevidamente, ultrapassando o teto de benefícios estabelecido na Constituição Federal.

### Primeira gestão como prefeito (2013 a 2016)
A Polícia Civil do Estado de São Paulo realizou operação em 16 de julho de 2015, flagrando e detendo um homem e uma mulher que utilizavam o CRM de outros profissionais para atuar como médicos em hospitais da Santa Casa de São Roque e Mairinque. Uma Comissão Especial de Inquérito (CEI) da Câmara Municipal de Franca foi instalada em 18 de agosto e, em novembro, obteve confirmação do coordenador do Pronto Socorro Álvaro Azzuz, Daniel Gutierrez, que os dois falsos médicos atuaram ali, em conjunto com outros sete falsos profissionais, todos ligados ao Instituto Ciências da Vida. Ainda em novembro, a ex-diretora clínica do mesmo Pronto Socorro, Cláudia Poubel, denunciou um esquema de "plantões fantasmas", em que médicos carimbavam a escala de plantão duas vezes, para beneficiar colegas. Esse esquema teria começado quando o Instituto Ciências da Vida assumiu o quadro de funcionários do Pronto Socorro, em 2014. Cláudia Poubel teria denunciado a situação à Secretaria de Saúde de Franca e, como consequência, fora transferida de unidade.
Em 10 de março de 2016, a Secretária de Saúde de Franca, Rosane Moscardini, afirmou em depoimento à CEI que no Pronto Socorro ocorriam superjornadas de plantões médicos, alcançando 30 dias seguidos, com os profissionais "dormindo, morando" no local. O departamento jurídico da Prefeitura não teria identificado irregularidade com a situação, por se tratarem de terceirizados e pessoas jurídicas. A Secretária, contudo, negou conhecimento sobre supostos "plantões fantasmas".
Em 11 de abril, o relatório oficial da CEI recomendou a cassação do mandato de Alexandre Ferreira, citando como causas improbidade administrativa, quarteirização, falta de fiscalização no contrato e suspeita de trabalho análogo à escravidão. O julgamento na Câmara de Vereadores resultou em 9 votos a favor da condenação, 5 contrários e 1 ausência. Como a lei determina serem necessários os votos de 2/3 da Câmara pela condenação, isto é, 10 votos, o prefeito Alexandre Ferreira manteve seu cargo.

### Segunda gestão como prefeito (a partir de 2021)
Em 5 de fevereiro de 2021, o prefeito Alexandre Ferreira foi alvo de protestos, cobrando a disponibilidade de mais leitos de UTI para tratamento de Covid-19. Em 18 de maio, durante live, o prefeito anunciou medidas mais restritivas por duas semanas para contenção da pandemia, incluindo a suspensão do atendimento presencial em shoppings, restaurantes e comércio de rua e a proibição de jogos na praça, como dominó. Alexandre Ferreira justificou a decisão, indicando que havia 60 pessoas aguardando leitos para atendimento.
De acordo com levantamento da prefeitura, o número de pessoas em situação de rua aumentou de 200 para 504, no período entre 2013 e 2021. Por esse motivo, além das políticas públicas de assistência social já disponibilizadas, Alexandre Ferreira anunciou em post do Instagram que mapearia os antecedentes criminais dessas pessoas, com o intuito de "proteger a (...) população".
Em junho de 2022, o ex-prefeito Sidnei Rocha o criticou em cerimônia pública na Câmara dos Vereadores, renegando qualquer ligação política com Alexandre Ferreira.

Em 2023, pelo terceiro ano seguido não houve desfile de escolas de samba em Franca. O prefeito afirmou que liberaria a passarela para a festividade, mas não disponibilizaria recursos financeiros para as agremiações. Em fevereiro desse ano, Alexandre Ferreira respondeu a denúncias de falta de investimento em equipamentos e pessoal na Guarda Civil Municipal, afirmando que faz um trabalho de recuperação da administração municipal e que os resultados aparecem progressivamente.